# N-乙基吡咯烷酮
N-乙基吡咯烷酮（NEP）是一种有机溶剂，化学式为C6H11NO。它是可燃但不易点燃的无色至浅黄色的液体，具有胺类气味，与水和大部分有机溶剂混溶。它可由γ-丁内酯和乙胺的烷基化反应制得。
N-乙基吡咯烷酮在香烟烟雾中被检测到。